# ارتش سلطنتی عمان
ارتش سلطنتی عمان (به عربی: الجيش السلطاني العماني) نیروی زمینی از نیروهای مسلح سلطنتی عمان است و در سال ۱۹۰۷ در پادگان مسقط بنیان گذاشته شد. در حال حاضر ۲۵٬۰۰۰ پرسنل در آن فعال هستند.

## تاریخچه
سابقه ارتش عمان به قرن هفتم میلادی (قرن اول هجری) بازمی‌گردد در زمانی که نیروهای قبلیه ازد به حدی توان داشتند که توانستند با نیروهای خلیفه اول ابوبکر همکاری کنند. در ابتدای قرن هفدهم نیروهای عمان تحت فرمان سلطان بن سیف از سلسله آل یعرب توانستند پرتغالی‌ها را از عمان اخراج کنند.
خاستگاه اولیه ارتش مدرن عمان به پادگان مسقط در ۱۹۰۷ بازمی‌گردد که با گسترش پادگان در سال ۱۹۲۱ به پیاده‌نظام مسقط تبدیل شد. این نیرو در دهه ۷۰ میلادی قرن بیستم درگیر شورش ظفار شد و با کمک ارتش‌های بریتانیا و ایران شورشیان را شکست داد. ارتش در سال ۱۹۷۶ یک واحد مستقل با نام نیروی زمینی سلطان عمان شد و در سال ۱۹۹۰ سلطان قابوس نام این شاخه از نیروهای مسلح عمان را به ارتش سلطنتی عمان تغییر داد.

## واحدهای سازمانی
- یک بخش فرماندهی

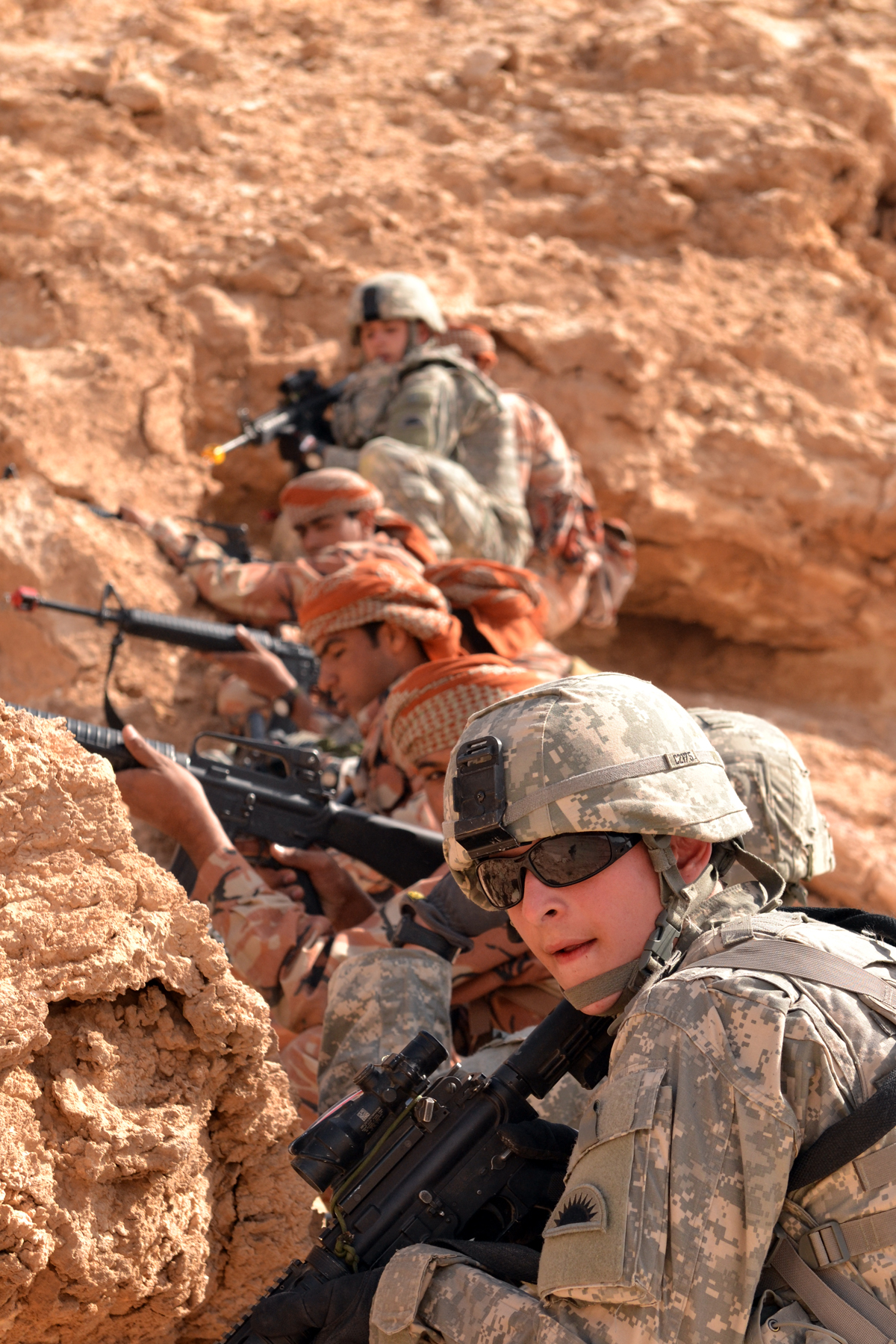
نیروهای عمان در حال تمرین با سربازان آمریکایی

- دو تیپ (تیپ شمال و تیپ جنوب) پاسدار مرزی
- واحد زرهی
  - دو هنگ زرهی (یک هنگ با تانک چلنجر ۲، یک هنگ با تانک ام۶۰ پاتون)
  - یک هنگ خودرو زره‌پوش
- پیاده‌نظام
  - هنگ مکانیزه (یک گردان)
  - هنگ مسقط (یک گردان)
  - هنگ مرزی شمالی (یک گردان)
  - هنگ جنوبی (دو گردان، تشکیل شده از پرسنل بلوچ)
  - هنگ بیابان (یک گردان)
  - هنگ جبل (یک گردان)
- توپخانه (چهار هنگ توپخانه)
- واحد مخابرات
- واحد مهندسی
- واحد الکترونیک و مکانیک

## تجهیزات

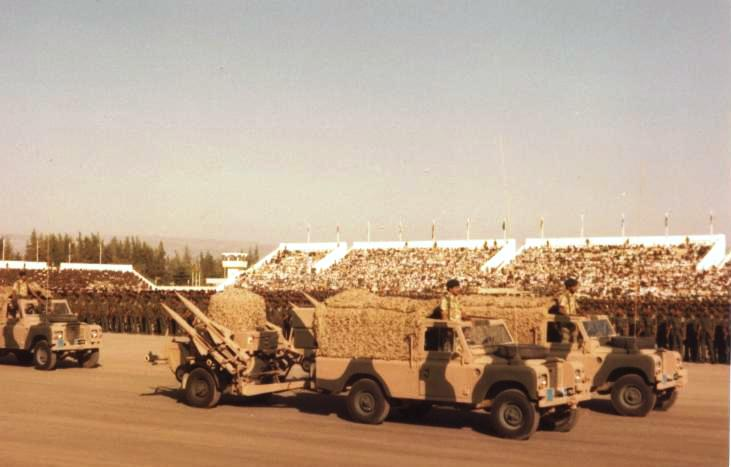
موشک‌های پدافند هوایی عمان (زیر مجموعه واحد توپخانه)

عمان ۷٫۷٪ از تولید ناخالص ملی را در مصارف نظامی صرف می‌کند.
عمان دارای یکی از بزرگ‌ترین زرادخانه‌های موشک اسکاد در جهان است و برآورد می‌شود و تعداد زیادی موشک بالستیک دارد.
در سال ۲۰۱۳ ایالات متحده آمریکا قراردادی به ارزش ۲٫۱ میلیون دلار برای پشتیبانی زمینی و پدافند هوایی با عمان امضا کرد.